# 브로츠와프 대성당

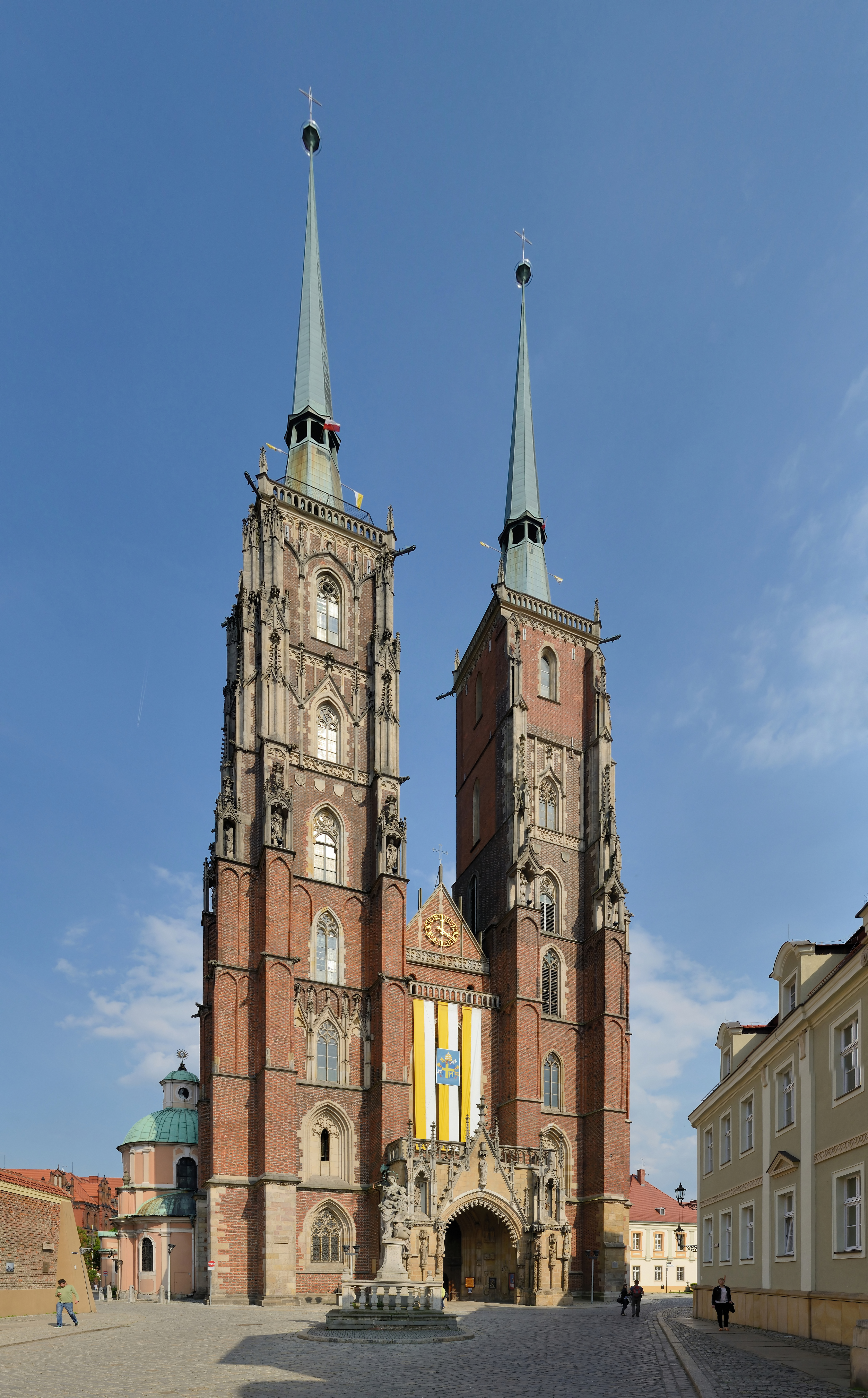
브로츠와프 대성당

브로츠와프 대성당(폴란드어: Katedra Wrocławska) 또는 공식 명칭 성 요한 대성당(폴란드어: Archikatedra św. Jana Chrzciciela)은 폴란드 돌니실롱스크주 브로츠와프에 있는 로마 가톨릭 대성당이다. 브로츠와프 대교구의 소재지이자 브로츠와프의 랜드마크다.
브로츠와프 구시가지와 함께 폴란드 역사 기념물로 지정되었다.